# Немирів (заповідне урочище)
Неми́рів — заповідне урочище місцевого значення в Україні. Розташоване в межах Яворівського району Львівської області, неподалік від смт Немирів. 
Площа 276 га. Статус надано згідно з рішенням Львівської облради від 9.10.1984 року, № 495. Перебуває у віданні ДП «Рава-Руський лісгосп» (Немирівське лісництво, кв. 21, 22, 27, 28). 
Статус надано з метою збереження насаджень ялиці білої на східній межі її ареалу. Зростають ялицево-грабово-соснові, березово-соснові і ялицево-ялинові угруповання. 

## Галерея

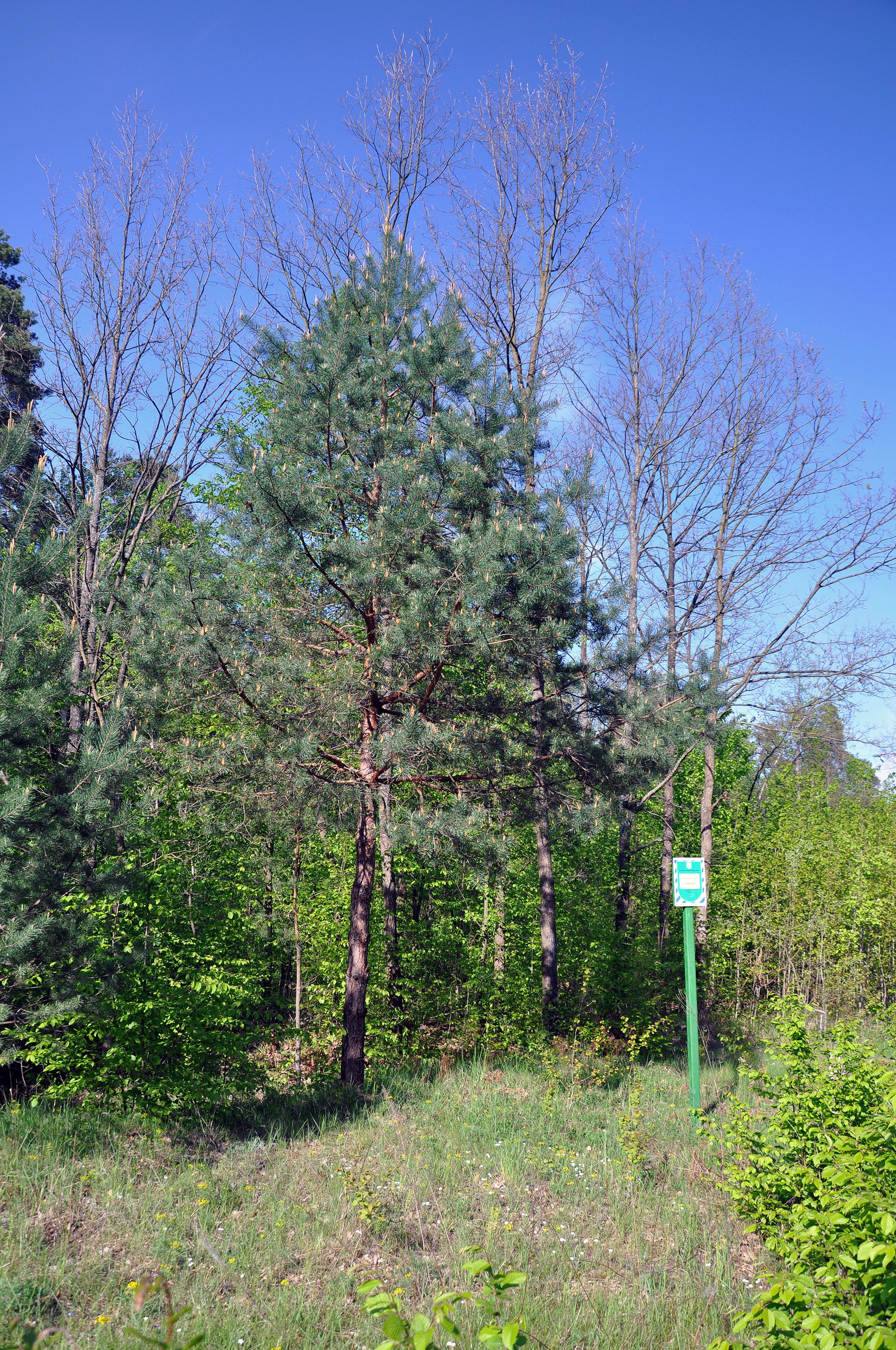
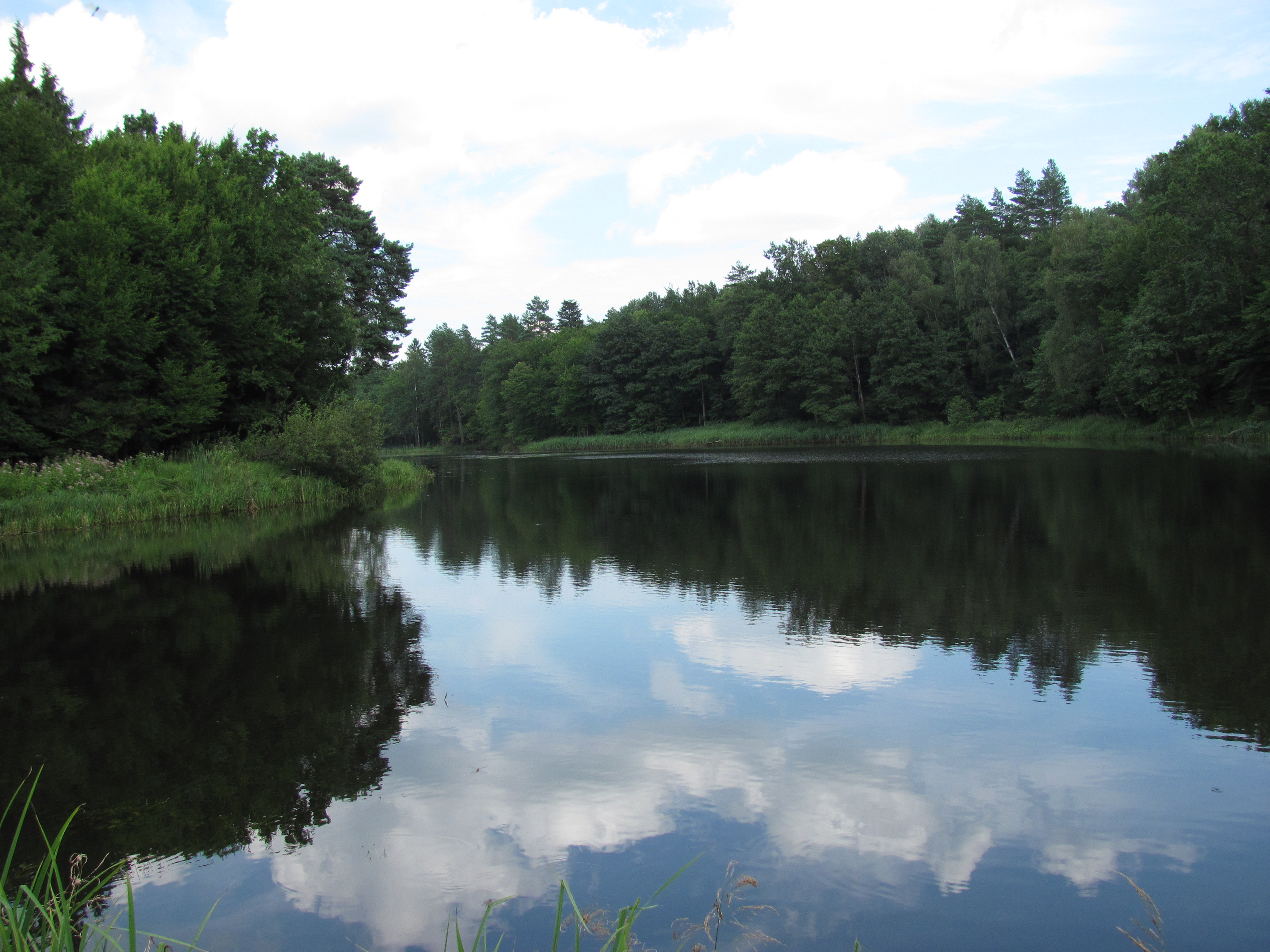
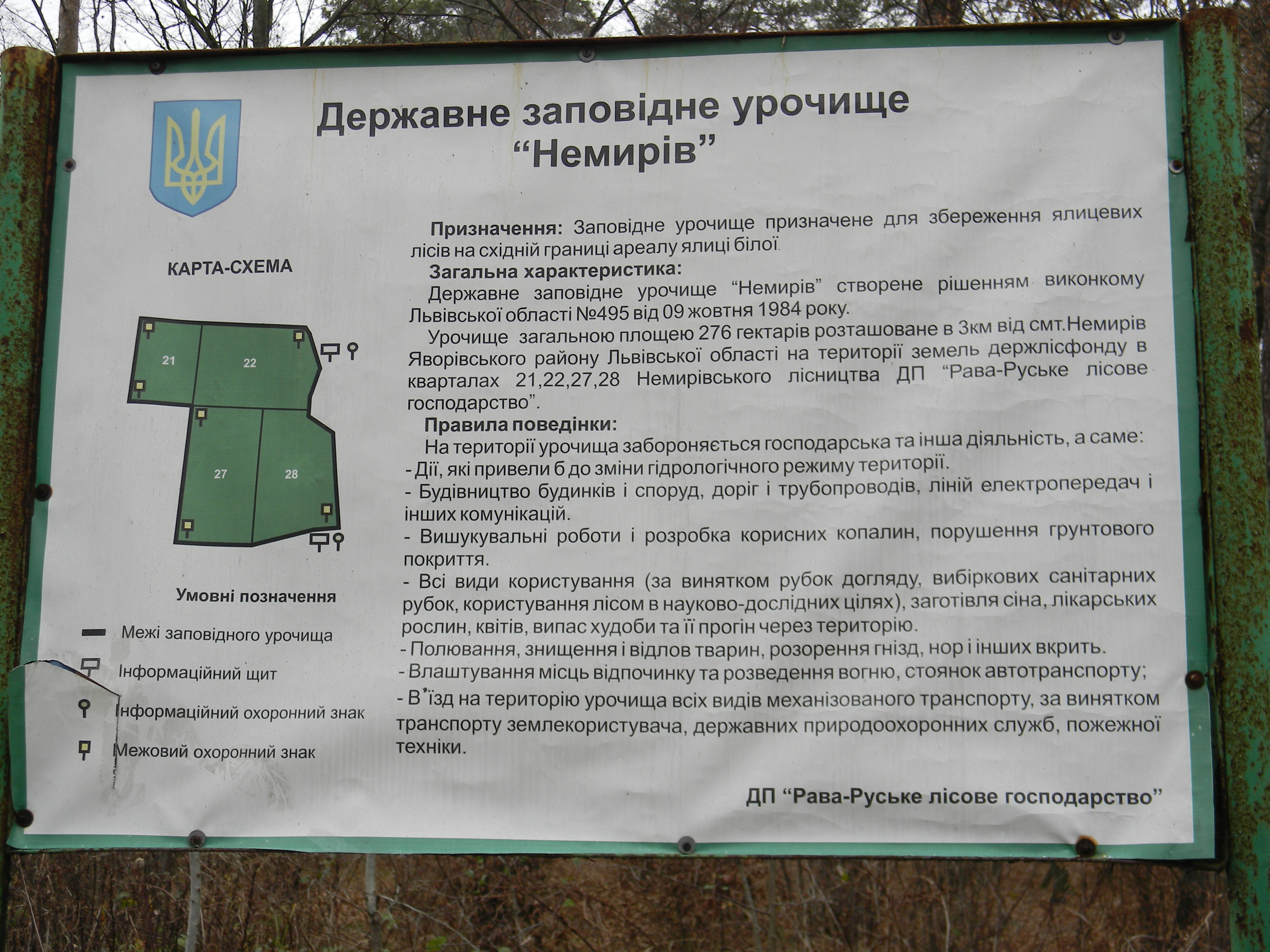